# バルカン群

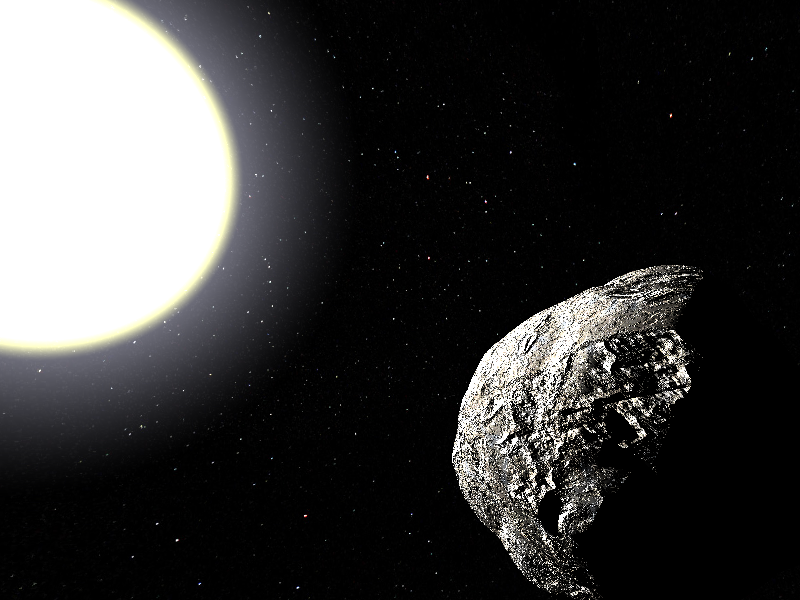
バルカン群の小惑星の想像図

バルカン群 (バルカンぐん、Vulcanoid asteroid) は、水星の内側の安定な帯を公転する仮想的な小惑星の群。1915年にその存在が否定された仮説上の惑星バルカンに因んで名付けられた。バルカン群の小惑星はこれまで発見されておらず、存在するか否かもはっきりしていない。
もし存在するとしても、非常に小さく、また明るい太陽の近くにあるため、検出は難しいと考えられる。また太陽に近いため、地上からの探索は、薄明時か日食の時にのみ行うことができる。バルカン群の小惑星は、直径約100mから6kmで、恐らく重力的に安定な帯の外縁近くの円形軌道にあると考えられている。
バルカン群が発見されれば、惑星の形成の最初期の物質や初期の太陽系の環境に対する洞察を与えてくれる。太陽系内の他の全ての重力的に安定な領域には天体が発見されているが、ヤルコフスキー効果等の重力以外の力や太陽系形成初期の惑星移動の影響等がこの領域にあった小惑星を駆逐したのかもしれない。

## 歴史と観測
水星より内側の軌道に位置する天体は、何世紀もの間、想定され、探索されてきた。ドイツの天文学者クリストフ・シャイナーは、1611年に太陽の前面を横切る小天体を観測したと確信したが、これは後に太陽黒点であったことが判明した。
1850年代、ユルバン・ルヴェリエは水星の軌道を詳細に計算し、近日点歳差運動に予測される値との小さなずれがあることを見いだした。彼は、水星の軌道の内側にある小さな惑星か小惑星環からの重力の影響を仮定し、このずれを説明した。その少し後、アマチュア天文学者のEdmond Lescarbaultは、ルヴェリエの仮定した惑星が太陽を横切るのを観測したと主張した。新しい惑星は、すぐにバルカンと名付けられたが、再び観測されることはなく、水星の軌道の特異な振舞いは、1915年にアインシュタインの一般相対性理論で説明された。バルカン群の名前は、この仮想上の惑星に由来する。Lescarbaultが観測したものは、恐らく別の太陽黒点であったと考えられる。

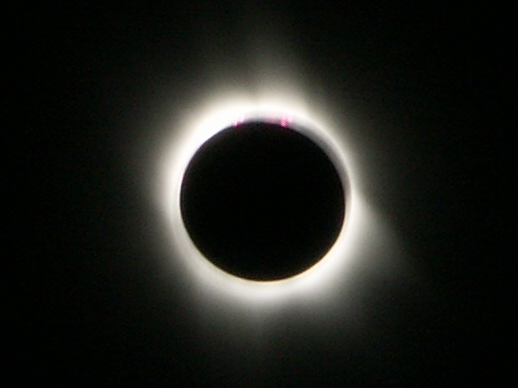
皆既日食の際には、地上からバルカン群を探索することができる。

バルカン群が存在するとしても、近くにある太陽の強烈な光のために検出が難しく、また地上からの探索は薄明時か日食の時にしか行えない。1900年代初めに、日食の間の何度かの探索が行われたが、バルカン群は発見されなかった。日食の間の観測は、現在でも一般的な手法となっている。太陽が光学系に損傷を与える可能性があるため、これらを探索するために伝統的な望遠鏡は用いることができない。
1998年、SOHOに搭載された3つのコロナグラフから構成されるLASCOからのデータが分析された。その年の1月から5月に集められたデータは、7等級より明るいバルカン群の存在を示さなかった。これは、小惑星が水星と同じアルベドを持つとすれば、直径約60kmに相当し、特にスケール相対性で予測される0.18AUの距離に大きな小惑星が存在する可能性を否定するものではない。
バルカン群検出を目指すその他の取組には、地球の大気による妨害を避けるために、薄明時が地上と比べてより暗くより清澄になる高度に機器を設置して行われたものもある。2000年、惑星科学者のアラン・スターンは、U-2偵察機を用いて、バルカン群が存在しうる領域の観測を行った。高度は21,300mで、薄明時に観測が行われた。2002年には、彼とDan Durdaは、F/A-18戦闘機を用いて同様の観測を行った。彼らは、モハーヴェ砂漠の上空15,000mを3度飛行し、Southwest Universal Imaging System?Airborne (SWUIS-A)を用いて観測を行った。
このような高度でも、大気はまだ存在し、バルカン群の検出に支障を及ぼす。2004年、地球の大気圏外からの画像を撮影するために弾道飛行が試みられた。1月16日、ニューメキシコ州ホワイトサンズから、VulCamと名付けられた強力なカメラを積んだブラック・ブラントが打ち上げられ、10分間の飛行が行われた。この飛行では高度274,000mに達し、5万枚の画像が撮影された。技術的な問題のせいで、どの画像もバルカン群を探査するのに用いることはできなかった。
アメリカ航空宇宙局の2機のSTEREO衛星のデータの探索でも、バルカン群の小惑星を見つけることはできず、直径5.7kmを超えるバルカン群の存在は疑わしいとされた。
メッセンジャーは、バルカン群に関する証拠を提供する可能性がある。損傷を避けるために常に機器を太陽とは別の方向に向けており機会は限られるが、既にバルカン群が存在しうる領域の外縁の画像を撮影している。

## 軌道

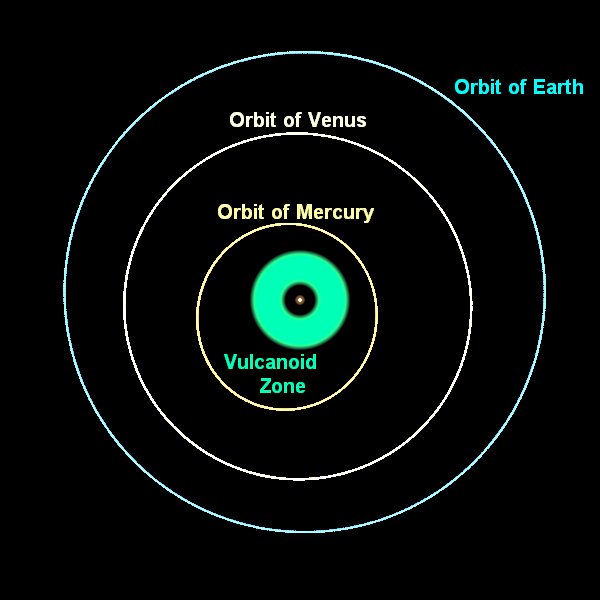
緑色で示した領域にバルカン群が存在する可能性がある。

バルカン群は、水星の軌道（0.387AU）よりも小さい軌道長半径の安定な軌道を公転する小惑星の群である。近日点は水星の軌道より内側にあるが軌道長半径がはるかに大きいサングレーザーのような彗星は該当しない。
バルカン群は、水星の軌道より内側で重力的に安定な0.06から0.21AUの範囲の帯に存在すると考えられている。太陽系内の同様の安定帯では、全て天体が発見されているが、放射圧やポインティング・ロバートソン効果、ヤルコフスキー効果等の重力以外の力によって、元々存在していた天体をこの領域から一掃してしまったのかもしれない。もし存在するとしても、半径1km以上の天体がわずか300個から900個残っているに過ぎないと考えられているバルカン帯の重力安定性は、一部には、近隣の惑星が1つしかないことに依る。その点においては、エッジワース・カイパーベルトと対をなすものである。
バルカン帯の外縁は、太陽から約0.21AUの距離にあると考えられる。この距離を超えた天体は、水星の重力の影響を受けて不安定になり、数億年の間に水星横断小惑星の軌道に移動する。内縁は、明確には定義されない。0.06AUより内側の天体は、ポインティング・ロバートソン効果とヤルコフスキー効果の影響を受けやすく、また0.09AUの距離でも表面の温度は、岩も蒸発する1000K以上に達するため、寿命が短くなる。
バルカン帯の体積は、小惑星帯と比べると非常に小さい。バルカン帯における、天体同士の高いエネルギーでの衝突は頻繁に発生し、天体は破壊される。バルカン群の小惑星が一番存在しそうな場所は、バルカン帯の外縁近くの円形軌道である。バルカン群は、10°以上の軌道傾斜角を持たないと考えられる。水星のラグランジュ点に捕捉された水星のトロヤ群も同様に存在する可能性がある。

## 物理的性質
バルカン群の小惑星が存在するとすれば、非常に小さいはずである。以前の探索、特にSTEREOによる観測によって、直径6km以上のものは存在しないことが確認されている。最小の大きさは約100mで、0.2μm以下の粒子は放射圧に吹き飛ばされ、70mより小さい天体は、ポインティング・ロバートソン効果によって太陽に引き寄せられる。この上限と下限のため、バルカン群の小惑星の大きさは、1kmから25kmである可能性が高いと考えられている。これらの天体は、赤く輝くほど高い温度になる。
バルカン群は、鉄やニッケルのような高い融点を持つ元素が非常に豊富であると考えられている。また、固体の岩と比べて温度の変化が激しく、ヤルコフスキー効果を受けやすいため、レゴリスではできていないと考えられている。バルカン群の色やアルベドは水星と似ており、また太陽系の形成の初期段階から残された物質を含むと考えられている。
水星は、その進化の比較的遅い段階で大きな天体と衝突したという証拠がある。この衝突は水星の地殻とマントルの大部分をはぎ取り、水星のマントルが他の地球型惑星のマントルと比べて薄いことを説明する。もしこのような衝突が起こっていたとすれば、生じた塵の多くは未だにバルカン帯を公転していると考えられる。

## 重要性
天体の全く新しい分類の1つであるバルカン群はそれ自体で興味深いものであるが、それが存在するのか否かを発見することは、太陽系の形成と進化に深い洞察を与える。もし存在するとすれば、惑星の形成の最初期段階の物質が残されている可能性があり、地球型惑星、特に水星が形成された環境を解明する手助けになる。特に、もしバルカン群が存在しているか過去に存在していたとすれば、これらは水星への衝突体が多数存在することを意味し、水星の表面を実際よりも古く見せているはずである。もしバルカン群が存在しないことが判明すれば、惑星の形成に新たな制約が置かれることになり、内太陽系では惑星移動のような別の過程が働いていたことを示唆する。